# فريدونيا (أريزونا)
فريدونيا (بالإنجليزية: Fredonia, Arizona)‏ هي بلدة تقع في مقاطعة كوكونينو، أريزونا بولاية أريزونا في الولايات المتحدة. تبلغ مساحتها 19.2 (كم²)، وترتفع عن سطح البحر 1424 م، بلغ عدد سكانها 1314 نسمة في عام 2010 حسب إحصاء مكتب تعداد الولايات المتحدة .

## وصلات خارجية
- The US50 - Cities and Towns in Arizona State
- Arizona Cities and Towns, Facts, Map, Flag, Colleges, Government, and More